# تدبير الحول
يمكن تدبير الحول من خلال استخدام الأدوية أو الجراحة لتصحيحه. تتضمن الأدوية المستخدمة مواد شالّة، مثل البوتوكس (ذيفان الوشيقية)، تُحقن في العضلات خارج العين، وأدوية موضعية تؤثر على الجهاز العصبي الذاتي وتغير معامل الانكسار في العينين، وأدوية تؤثر على الجهاز العصبي المركزي لتصحيح الغمش.
يُعرف الحول بأنه اختلال في توافق العينين وقد يؤدي إلى الغمش (العين الكسولة) أو تأذي الرؤية الثنائية.

## الأدوية
يمكن العلاج باستخدام الحقن الدوائية عند البالغين المتعاونين تحت التخدير الموضعي في العيادات الخارجية، أو تحت التخدير العام الخفيف عند استخدام بعض الأدوية. في الحالة الأولى، تُدخل إبرة الحقن في الموقع الأمثل ضمن العضلة المطلوبة بمساعدة تخطيط كهربائية العضل وبتوجيه نظر المريض الصاحي في اتجاهات تشخيصية، تُدفع الإبرة حتى يشير مخطط كهربائية العضل (الإشارة الكهربائية من العضلة الهيكلية المنشطة) إلى أنها في وضع مثالي، ثم تحقن المادة وتنتهي بذلك عملية الحقن. يمكن حقن بعض المواد (مثل ذيفان الوشيقية) في الوتر الارتكازي للعضلة من خلال التوجيه البصري، وباستخدام ملقط خاص، ويُسمح للمادة بالانتشار في الناحية الخلفية، في حين يجب توزيع مواد أخرى (مثل بوبيفاكايين) في كامل العضلة، وهو ما يتطلب توجيهًا غير بصري. يحقق استخدام تخطيط كهربائية العضل بشكل عام نتائج أفضل، ولكنه مناسب فقط عند البالغين المتعاونين اليقظين. لا يسبب العلاج بالحقن الندوب التي تنتج عن الجراحة التقليدية للحول، وإذا لم تتحقق الأهداف العلاجية بعد حقنة واحدة، يمكن بسهولة إعطاء حقن إضافية أو اللجوء للعلاج الجراحي.
بدأ استبدال جراحة الحول بإجراءات أقل غزوًا في مختبر آلان بي سكوت في سان فرانسيسكو حين استخدم حقن ذيفان الوشيقية لعلاج الحول.
يمكن تصحيح بعض أشكال الحول عن طريق إضعاف إحدى العضلات خارج العين. يمنع ذيفان الوشيقية النقل العصبي العضلي وبالتالي يشل العضلات المحقونة به شللًا مؤقتًا. ولأن تأثيره مؤقت، فمن المنطق تكرار الحقن، لكن العضلات تتكيف مع الأطوال المطلوبة بسبب التمدد المزمن، فتميل العضلة المشلولة إلى التطاول بتأثير العضلة المضادة لها، وتنمو طولًا من خلال إضافة الساركوميرات (وحدات الانقباض في العضلات الهيكلية)، في حين تقصر العضلة المضادة من خلال حذف الساركوميرات، وبذلك تدوم نتائج الحقن حتى بعد زوال الشلل. إذا كانت الرؤية الثنائية جيدة، فإن تقليل عدم التوازن الحركي العضلي بشكل كاف سيسمح لآلية دماغية تسمى الدمج الحركي (الآلية التي توجه العينين نحو هدف مرئي لكليهما) بترسيخ توافق العينين.
ذيفان الوشيقية، الذي يُعرف باسم بوتوكس، هو الدواء الرئيسي المستخدم لشل العضلات خارج العين مؤقتًا، ويُقبل استخدامه على نطاق واسع بصفته بديلًا عن الجراحة في الكثير من أنواع الحول.

### ذيفان الوشيقية
تُستخدم حقن ذيفان الوشيقية عادة في الدرجات الخفيفة والمتوسطة من الحول الطفلي الأنسي، والحول المكتسب عند البالغين، والحول الناتج عن جراحة انفصال الشبكية، أي في الحالات التي تكون فيها الرؤية الثنائية المتوقعة جيدة، كي يتمكن الدماغ من تثبيت التوافق العيني من خلال آلية الدمج الحركي. يكون شلل العصب السادس، وبالتالي شلل المستقيمة الوحشية، وهي العضلة التي تدور العين نحو الوحشي، ناتجًا في أغلب الأحيان عن حدث إقفاري، وهو حالة تشفى إلى حد كبير، ولكن خلال المرحلة الحادة من الشلل الجزئي، تتمدد المستقيمة الوحشية وتنمو طولًا، وتقصر المستقيمة الأنسية لأنها العضلة المضادة. يُعالج شلل العصب السادس الجزئي عن طريق حقن العضلة المستقيمة الإنسية، وهو ما يسمح للمستقيمة الوحشية، على الرغم من أنها تعرضت للخزل، بتمديد وإطالة المستقيمة الأنسية، بينما تقصر الوحشية، وبذلك، عندما يُشفى خزل العصب السادس، يتحسن التوافق. يساعد الذيفان أيضًا في شلل الأعصاب القحفية الأخرى التي تؤثر على عضلات العين. يمكن تصحيح الشذوذات المتبقية بعد جراحة الحول التقليدية من خلال حقن الذيفان. تستخدم حقن ذيفان الوشيقية في التدبير المؤقت خلال المرحلة الحادة من اعتلال العين الدرقي، إذ تكون الشذوذات غير مستقرة ولا يمكن علاجها جراحيًا. يستخدم ذيفان الوشيقية خلال العمل الجراحي لتحسين النتائج الجراحية في حالات الحول المعقدة، يمكن حقن ذيفان الوشيقية لأغراض تشخيصية وللمساعدة في التخطيط للعلاج.
القوة التي تنتجها العضلة هي مجموع قوتها الانقباضية («القوة الفاعلة»، الخاضعة للتحكم العصبي) وقوتها المرنة (القوة «المنفعلة»، التمطط المفروض). يتأثر كلاهما بطول العضلة، الذي يحدد درجة التمدد في وضع عيني ما. يقلل شلل ذيفان الوشيقية من قوة العضلات الكلية عن طريق إزالة الفعل التقلصي أو تقليله.
ذيفان الوشيقية هو ذيفان عصبي موجود في هيولى الجراثيم اللاهوائية للمطثية الوشيقية. يرتبط بالمستقبلات قبل المشبكية مع ألفة كبيرة للمواقع على النهايات العصبية الكولينية، وهو ما يقلل من إطلاق الأستيل كولين في المشبك، وبالتالي يمنع النقل العصبي العضلي، ويسبب شلل عضلي رخو. يبدو أن كروتوكسين له آلية مماثلة.
لإضعاف عضلة عينية، يُحقن 1 إلى 12 وحدة (بضعة نانوغرامات) من الذيفان مباشرة فيها. تضعف العضلة المعالجة على مدى 48-72 ساعة وتظل في حالة خزل (شلل جزئي) مدة 2-4 أشهر، يمكن أن يؤدي خلالها تغير طول العضلات والدمج الحركي إلى إعادة التوافق العيني واستقراره.

### المضاعفات
المضاعفات الأكثر شيوعًا النزف تحت الملتحمة وتدلي الجفن (الإطراق) والحول الرأسي، وغالبًا ما تزول في غضون أسابيع. يحدث الإطراق والحول الرأسي بسبب انتشار الذيفان إلى العضلات المجاورة، ويقل خطر الإصابة بهما عند استخدام جرعات قليلة وتقنيات حقن أكثر دقة. يمكن أن تحدث أيضًا التصحيحات الزائدة، مثل الحول الوحشي (انحراف العينين إلى الخارج) بعد علاج الحول الطفلي الأنسي، وتترافق هذه الحالات بتوافق عيني جيد على المدى الطويل، وهي مجرد مشكلة شكلية. المضاعفات الشديدة، مثل ثقب البيضاء والنزف خلف المقلة نادرة. لم يُبلغ عن أي آثار جانبية جهازية عند المرضى الذين عولجوا من الحول، ولم تتطور المناعة ضد ذيفان الوشيقية، حتى بعد الحقن المتكرر.